# Asuncion (Schiff, 1895)
Die Asuncion der Hamburg-Südamerikanischen Dampfschifffahrts-Gesellschaft (HSDG) war das Typschiff der nach ihr benannten Klasse von elf Dampfern, die die Hamburger Reederei von 1895 bis 1899 für ihre Südamerika-Dienste beschaffte. Gebaut wurden die Schiffe bei Blohm & Voss und der Reiherstiegwerft in Hamburg.
Im Spätsommer 1914 wurde die Asuncion Hilfsschiff des kleinen Kreuzer Karlsruhe. Nach der Kaperung eines Passagierdampfers wurde sie mit den Gefangenen nach Belém (Pará) entlassen, wo sie 1917 von der Brasilianischen Regierung beschlagnahmt wurde.
Als Campos fuhr sie unter brasilianischer Flagge bis zum 23. Oktober 1943, als sie im Mittelatlantik vor der brasilianischen Küste vom deutschen U-Boot U 170 torpediert und versenkt wurde.

## Bau- und Einsatzgeschichte
Ab 1895 beschaffte die Hamburg-Süd neue und größere Postdampfer, die über eine bessere und größere Passagiereinrichtung verfügten. Da die Kohlenpreise in Südamerika hoch waren und man in Europa den Kohlenbedarf für die Hin- und Rückfahrt bunkerte, war wegen der Verlängerung der Hauptlinie über Santos hinaus bis zum Río de la Plata auch eine Vergrößerung der Schiffe notwendig. In der Folgezeit beschaffte die HSDG bis 1899 insgesamt elf als Asuncion-Klasse bezeichneten Schiffe. Die Reederei verfügte zum Jahresbeginn 1895 über 25 Seeschiffe, die zwischen 1877 und 1894 in den Dienst gekommen waren und 1982 bis 3834 BRT groß waren. Von dieser Flotte wurden bis zum Jahresende 1899 15 Schiffe verkauft und eines ging verloren. Diesen 16 Abgängen standen im gleichen Zeitraum 18 Neubauten, davon 11 der neuen Postdampfer-Klasse, gegenüber. Der Zeitraum war also nicht einer der Expansion, sondern der schnellen qualitativen Verbesserung der Flotte der Hamburg-Süd.
Das Typschiff Asuncion lief am 4. September 1895 bei Blohm & Voss in Hamburg vom Stapel und trat am 31. Oktober 1895 seine Jungfernreise von Hamburg nach Santos an. Die Asuncion hatte zwei Masten, einen Schornstein und Platz für 24 Fahrgäste I. Klasse und 440 Zwischendeckspassagiere. Die Dienstgeschwindigkeit betrug 10,5 kn. Mit 4663 BRT war sie 800 BRT größer als die zuletzt gelieferten Schiffe, die nur 12 Fahrgäste I. Klasse bis 144 Zwischendeckspassagiere befördern konnten.
Noch 1895 kamen mit der ebenfalls von Blohm & Voss gelieferten Tucuman im November und der von der Reiherstiegwerft im Dezember gelieferten Cordoba zwei weitere Schiffe der Klasse in den Dienst der Hamburg-Süd. 1896 gab es einen weiteren Neubau und 1897 weitere vier, die nun 28 Kabinenplätze I. Klasse boten. 1898 lieferte die Reiherstiegwerft dann unter der Baunummer 400 mit der Bahia das erste Schiff der Klasse mit einem deutlich vergrößerten Deckshaus und Platz für 40 Fahrgäste der I. Klasse. Dies führte zu einer Herabstufung der Kabinenplätze auf den alten Schiffen vor der Asuncion-Klasse, für deren 12 Kabinenplätze die Hamburg-Süd nun eine billigere Passage II. Klasse anbot. 1899 wurden dann mit der Santos, dem fünften Schiff der Klasse von der Reiherstiegwerft, und dem sechsten Blohm & Voss-Schiff Tijuca die beiden letzten Postdampfer dieser bis dahin größten Klasse der Hamburg-Süd abgeliefert, denen dann 1900 die Expressdampfer der Cap-Klasse folgten.
Bei Ausbruch des Ersten Weltkriegs befand sich die Asuncion in Santos. Von den Schwesterschiffen befanden sich mit der Cordoba, Sao Paulo und Pernambuco drei in der Heimat. Die anderen sieben Schiffe waren über das Fahrtgebiet verteilt. Die San Nicolas, Santos und Tijuca lagen in Pernambuco ebenfalls in einem brasilianischen Hafen, die Belgrano hatte La Coruña angelaufen, die Petropolis Funchal, die Bahia Montevideo und die seit 1909 im Patagonien-Dienst eingesetzte Tucuman suchte im chilenischen Punta Arenas Zuflucht.

### Hilfsschiff der SMSKarlsruhe
Im August 1914 wurde die mit Funk ausgestattete Asuncion von der Etappe in Brasilien als Hilfsschiff für den kleinen Kreuzer SMS Karlsruhe ausgerüstet. Sie lud in Santos 1200 Tonnen Kohlen, frischen Proviant, Ersatzteile und sonstige Versorgungsgüter und traf am 31. August 1914 den vom Hapagdampfer Patagonia (3016 BRT) begleiteten Kreuzer am Lavandeirariff an der Nordküste Brasiliens hinter seiner westlichen Spitze. Gleichzeitig traf der NDL-Dampfer Crefeld (3829 BRT), aus Rio de Janeiro ein. Zum Verband trat Anfang September noch die Rio Negro (4556 BRT, aus Belém (Pará)) der HSDG. Die zum in der Nähe operierenden Hilfskreuzer SMS Kronprinz Wilhelm weiterlaufende Asuncion bildete mit dem Kreuzer und der Rio Negro Anfang September einen Aufklärungsstreifen, der am 3. September zur Aufbringung der Maple Branche durch den Kreuzer führte. Die Asuncion fand am selben Tag den Hilfskreuzer und versorgte ihn.
Neben den deutschen Versorgern nutzte die Karlsruhe Prisen mit Kohlenladung zumindest zeitweise als Hilfsschiffe. In der Regel suchte sie die Schifffahrtswege mit einem Hilfsschiff versetzt an jeder Seite ab, um den Aufklärungsstreifen zu vergrößern und brachte so im September fünf und im Oktober weitere neun Schiffe auf, wobei die Asuncion am 22. September an der Kaperung der Rio Iguassu beteiligt war. Die Asuncion ergänzte aus den Beuteschiffen auch ihre Vorräte insbesondere aus der als Kohlendampfer KD 1 bezeichneten, schon am 31. August aufgebrachten Strathroy, die von ihr vor der Versenkung am 26. Oktober endgültig geleert wurde.
Die gefangenen Besatzungen und Passagiere wurden mit entlassenen Versorgungsschiffen in neutrale Häfen transportiert. So wurde die Patagonia Anfang September nach Brasilien entlassen, der am 13. Oktober die Crefeld mit 419 Gefangenen folgte, mit denen sie am 22. Oktober das spanische Santa Cruz de Tenerife erreichte. Nach deren Ausscheiden aus dem Tross der Karlsruhe übernahm die Asuncion die Gefangenen der folgenden Prisen.
Am 26. Oktober 1914 versenkte die Karlsruhe als letztes Schiff den Passagierdampfer Vandy(c)k (10.328 BRT, 1911, 15 Knoten) von der Lamport & Holt Line, der 210 Passagiere an Bord hatte. Die noch beim Verband verbliebenen Besatzungen (außer einigen Chinesen an Bord der verbliebenen Prisen Farn und Indrani) und die Passagiere der gekaperten Schiffe wurden dann auf der Asuncion am 27. Oktober nach Belém entlassen.

### Unter brasilianischer Flagge
Am 2. November 1914 lief die Asuncion mit 461 Gefangenen in Belém ein und wurde von den brasilianischen Behörden interniert. Am 1. Juni 1917 wurde sie dann wie 44 andere deutsche Handelsschiffe in brasilianischen Häfen durch Regierungsdekret beschlagnahmt und unter brasilianischer Flagge als Campos wieder in Fahrt gebracht.
1922 wurde das Schiff dem Lloyd Brasileiros übertragen, der es bis zu seinem Ende als Campos im gemischten Küstendienst einsetzte. Mit der Campos Salles (ex San Nicolas), der Santos (wie bei der HSDG) und der Baependy (ex Tijuca) besaß die brasilianische Reederei vier Schiffe dieses Typs. Die Staatsreederei übernahm etwa 40 der deutschen Schiffe und organisierte auch mit ihnen Liniendienste in die USA und nach Europa.

### Der Untergang derCampos
Das Schiff befand sich am 23. Oktober 1943 mit 63 Menschen, darunter sechs Passagieren, an Bord auf der Fahrt von Rio de Janeiro nach Rio Grande (Rio Grande do Sul) in Ballast, als es auf der Position 24° 42′ 0″ S, 45° 45′ 0″ W von U 170 unter Kapitänleutnant Günther Pfeffer torpediert wurde. Da die Maschine nicht abgeschaltet wurde, lief der Dampfer im Kreis und zerstörte dabei zwei Rettungsboote, wobei 7 Mann starben. Die anderen beiden Rettungsboote erreichten das Festland mit 51 Überlebenden. Insgesamt starben zehn Mann der Besatzung und zwei Passagiere beim Untergang der Campos, der letzten Versenkung eines brasilianischen Handelsschiffs im Zweiten Weltkrieg.
| Schicksal der Schwesterschiffe | Schicksal der Schwesterschiffe | Schicksal der Schwesterschiffe | Schicksal der Schwesterschiffe | Schicksal der Schwesterschiffe | Schicksal der Schwesterschiffe |
| ------------------------------ | ------------------------------ | ------------------------------ | ------------------------------ | ------------------------------ | --- |
| Name                           | Bauwerft                       | BRT                            | Stapellauf                     | in Dienst                      | weiteres Schicksal |
| Tucuman                        | Blohm&Voss BauNr. 110          | 4702                           | 17. Oktober 1895               | 1. Dezember 1895               | September 1918 in Punta Arenas beschlagnahmt, Besatzung zerstört Maschine, 1919 nach Hamburg geschleppt, 1921 formal ausgeliefert, Rückkauf durch HSDG, ab 1927 Abbruch |
| Cordoba                        | Reiherstieg BauNr. 396         | 4889                           | 28. Oktober 1895               | 21. Dezember 1895              | bei der Kaiserlichen Marine 1914 als Kanalversenkungsdampfer in Brunsbüttel, später bei der Technischen Kommission als Versuchsschiff, 28. März 1919 an Großbritannien ausgeliefert, Dienst bei der Orient Line, 22. Mai 1920 auf einer Reise von Rangun nach Istanbul bei Sokotra in Brand geraten und aufgegeben |
| Sao Paulo                      | Blohm&Voss BauNr. 117          | 4724                           | 3. Oktober 1896                | 6. Dezember 1896               | 1914 als Sperrbrecher 8 zur Kaiserlichen Marine, 14. Januar 1915 westlich Amrum auf eine Mine gelaufen und gesunken, 3 Tote |
| Petropolis                     | Reiherstieg BauNr. 398         | 4792                           | 10. April 1897                 | 2. Juli 1896                   | 1914 in Funchal, Februar 1916 von Portugal beschlagnahmt: Madeira, 7. Oktober 1918 vor San Pietro von UB 105 torpediert |
| Pernambuco                     | Blohm&Voss BauNr. 122          | 4788                           | 13. Mai 1897                   | 15. Juli 1897                  | 18. Oktober 1915 vor Oxelösund mit Erzladung durch britisches U-Boot E9 torpediert |
| Belgrano                       | Reiherstieg BauNr. 399         | 4792                           | 07.1897                        | 22. Oktober 1897               | 1914 in La Coruña, Hotelschiff, 5. Juni 1919 an Frankreich ausgeliefert, 1922/23 als Truppentransporter im Mittelmeer eingesetzt, 1932 verschrottet |
| San Nicolas                    | Blohm&Voss BauNr. 124          | 4739                           | 25. September 1897             | 21. November 1897              | 1914 Pernambuco, Juni 1917 von Brasilien beschlagnahmt: Alfenas, 1923 Campos Salles, 1962 verschrottet |
| Bahia                          | Reiherstieg BauNr. 400         | 4817                           | 19. März 1898                  | 30. Juni 1898                  | 1914 in Montevideo, September 1917 von Uruguay beschlagnahmt: Paysandu, 1927 verschrottet |
| Santos                         | Reiherstieg BauNr. 402         | 4855                           | 7. Dezember 1898               | 16. März 1899                  | 1914 in Pernambuco, Juni 1917 von Brasilien beschlagnahmt, 1961 verschrottet |
| Tijuca                         | Blohm & Voss BauNr. 135        | 4801                           | 5. Juli 1899                   | 5. August 1899                 | 1914 Pernambuco, Juni 1917 von Brasilien beschlagnahmt: Baependy, 16. August 1942 nordöstlich Bahia von U 507 torpediert |

Ab 1937 besaß die Reederei wieder eine Asuncion als sie die von der HAPAG übernommene Niederwald umbenannte, die 1942 vor Norwegen durch einen Minentreffer verloren ging.